# Косякинский сельсовет
Косякинский сельсовет — административно-территориальная единица и муниципальное образование со статусом сельского поселения в Кизлярском районе Дагестана Российской Федерации.
Административный центр — село Косякино.

## Населённые пункты
На территории сельсовета находятся населённые пункты:
1. село Косякино
2. село Бондареновское
3. село Михеевское
4. село Первомайское
5. село Первокизлярское

## Население
| 2002  | 2010  | 2012  | 2013  | 2014  | 2015  | 2016  |
| ----- | ----- | ----- | ----- | ----- | ----- | ----- |
| 2590  | ↗4029 | ↗4143 | ↗4247 | ↗4362 | ↗4433 | ↗4483 |
| 2017  | 2018  | 2019  | 2020  | 2021  | 2023  | 2024  |
| ↗4554 | ↗4634 | ↗4661 | ↗4723 | ↗5182 | ↗5274 | ↗5325 |
| 2025  |       |       |       |       |       |       |
| ↗5383 |       |       |       |       |       |       |